# Rue Sainte-Anne (Nancy)
Pour les articles homonymes, voir Rue Sainte-Anne.
La rue Sainte-Anne est une voie de la commune de Nancy, dans le département de Meurthe-et-Moselle, en région Lorraine.

## Situation et accès
La rue Sainte-Anne, une direction générale nord-sud, est comprise au sein de la Ville-neuve, et appartient administrativement au quartier Charles III - Centre Ville. Elle relie la rue des Tiercelins, à son extrémité septentrionale, à la rue des Fabriques.

## Origine du nom
Cette petite rue de l'ancien quartier de la Paille-Maille, habitée par des ménages d'ouvriers, a fort probablement été ainsi baptisée par ses premiers propriétaires, à cause d'une statue de sainte Anne, placée à l'angle ou sur la façade d'une maison.

## Historique
Cette rue a été nommée initialement « rue Sainte-Anne », puis « rue des Tiercelins », en 1793 « rue d'Oletta », en 1794 « rue du Mûrier » et depuis 1814 « rue Sainte-Anne ».